# Aulhat-Flat
Aulhat-Flat község Franciaország Auvergne-Rhône-Alpes régiójában, Puy-de-Dôme megyében. Új községként 2016. január 1-jén jött létre Aulhat-Saint-Privat és Flat község egyesítésével. Lakosainak száma 938 fő (2022. január 1.).

## Népesség
| Lakosok száma | 911  | 914  | 926  | 930  | 932  | 938  |
|               | 2017 | 2018 | 2019 | 2020 | 2021 | 2022 |